# Саньюань (Сяньян)
Саньюа́нь (кит. упр. 三原, пиньинь Sānyuán) — уезд городского округа Сяньян провинции Шэньси (КНР). Название означает «три источника» (в этих местах имеются три известных источника).

## История
При империи Хань эти места входили в состав уезда Чиян (池阳县). При империи Ранняя Цинь был создан Саньюаньский караул (三原护军). При империи Северная Вэй в 446 году был создан уезд Саньюань. При империи Северная Чжоу северо-восточная часть уезда была выделена в отдельный уезд Хуачи (华池县), но при империи Суй в 583 году он был расформирован.
При империи Тан в 621 году уезд Саньюань был вновь переименован в Чиян, но в 623 году получил название Хуачи, а его северо-восточная часть была выделена в уезд Саньюань. В 627 году этот новый уезд Саньюань был расформирован, а уезд Хуачи был опять переименован в Саньюань.
В 1950 году был создан Специальный район Сяньян (咸阳专区), и уезд вошёл в его состав. В 1953 году Специальный район Сяньян был расформирован, и уезд перешёл в состав Специального района Вэйнань (渭南专区). В 1956 году Специальный район Вэйнань также был расформирован, и уезд стал подчиняться напрямую властям провинции. В 1958 году к уезду Саньюань были присоединены уезды Гаолин, Цзинъян и Чуньхуа.
В 1961 году Специальный район Сяньян был воссоздан, и восстановленный в прежних границах уезд вновь вошёл в его состав. В 1969 году Специальный район Сяньян был переименован в округ Сяньян (咸阳地区).
В сентябре 1983 года постановлением Госсовета КНР были расформированы округ Сяньян и город Сяньян, и образован городской округ Сяньян.

## Административное деление
Уезд делится на 1 уличный комитет и 9 посёлков.